# Gustaf Fredrik Bonde
Gustaf Fredrik Bonde af Björnö, född den 18 mars 1842, död 1909, var en svensk greve och fideikommissarie. Han var son till Gustaf Trolle-Bonde den yngre.
Den 5 februari 1884 dog fadern Gustaf Trolle-Bonde  78 år gammal. Gustaf Fredrik Bonde ärvde då som äldsta son hela Bonde af Björnös fideikommiss. I detta ingick en rad gods: i Södermanland Säfstaholm, Hörningsholm, Vidbyholm och Katrineholm; i Småland Herrestad och Toftaholm; i Uppland Hesselby och halva Bondeska palatset i Stockholm samt i Skåne Trolleholm. Detta ledde till en arvstvist mellan Gustaf Fredrik Bonde och hans bror Carl Trolle-Bonde. Trolleholm, tidigare Eriksholm, var en egendom som ärvdes separat från övriga fideikommisset. Ett testamente utfärdat av överstelöjtnant Fredrik Trolle 20 maj 1755  beskrev hur Trolleholm skulle gå till hans dotter Vivika Bonde och hennes efterkommande med villkoret att fideikommissarien inte gifte sig ofrälse. Eftersom Gustaf Fredrik Bonde gjort just detta  gick Trolleholm till Carl Trolle-Bonde. Överklagan höll på fram till våren 1886 om Trolleholm och då kvarstod tidigare beslut.

## Teleborgs slott
I oktober 1895 köpte Gustaf Fredrik Bonde egendomen Tufvan utanför Växjö för 144 000 kr av godsägare Stenlund. Varken grödor eller inventarier ingick. Han fick tillträde 14 mars 1896. I oktober 1895 fick arkitektfirman Lindvall & Boklund i uppdrag att göra ritningar för en slottsliknande praktfull byggnad som var menad att bli änkesäte för den nya grevinnan Bonde. I april 1896 påbörjades byggnationen av det blivande Teleborgs slott  I januari 1897 bytte greve Bonde namn på egendomen Tufvan till Teleborg

## Familj
Gustaf Fredrik Bonde var gift två gånger. Den 19 september 1863 gifte han sig med Horatia Charlotta Ida Marryat. Hon var dotter till den engelska skriftställaren och reseskildraren Horace Marryat De var gifta fram till maj 1889 då de skilde sig. Hon åkte då tillbaka till England utan avsikt att återvända. Den 29 september 1889 lyste det för Gustaf Fredrik Bonde och Anna Koskull i Aringsås kyrka i nuvarande Alvesta kommun. Den 7 oktober 1889 ägde bröllopet rum på Engholms egendom
Han var far till Carl Bonde och Nils Gustaf Bonde samt svärfar till Henric Ståhl.